# Secamonoideae
Secamonoideae, potporodica biljaka, dio porodice zimzelenovki. Podijeljena je na osam rodova među kojima je najvažniji Secamone iz Afrike, južne i jugoistočne Azije i Australije

## Rodovi
1. Calyptranthera Klack.
2. Genianthus Hook.f.
3. Goniostemma Wight & Arn. in Wight
4. Pervillaea Decne. in DC.
5. Secamone R.Br.
6. Secamonopsis Jum.
7. Toxocarpus Wight & Arn. in Wight
8. Trichosandra Decne. in DC.